# Epimeria loricata
Epimeria loricata är en kräftdjursart som beskrevs av Georg Ossian Sars 1879. Epimeria loricata ingår i släktet Epimeria och familjen Epimeriidae. Inga underarter finns listade i Catalogue of Life.